# Vítor Moreno
Vítor Manuel Borges Moreno, né le 29 novembre 1980 à Lisbonne (Portugal) est un footballeur  international cap-verdien, qui évolue au poste de défenseur.
Il est défenseur et joue en équipe du Cap-Vert. Sa première sélection date du 4 septembre 2005 contre la République démocratique du Congo (défaite 1-2).

## Biographie
Il commence le football au Benfica Lisbonne en 1992 et fréquente les équipes de jeunes jusqu'en 2002. Il s'engage ensuite une saison avec le Odivelas FC.
Lors du mercato d'été 2009, il signe à Leiria, promu en Liga Sagres après une saison en Liga Vitalis. Il retrouve à Leiria, un autre cap-verdien en la personne de Marco Soares avec qui il a déjà joué à Barreirense. 
Avec Leiria il joue assez régulièrement mais n'est pas titulaire. Il dispute 14 matchs de championnat et marque un but le 30 janvier 2010 contre Olhanense (victoire 2-0). En juin 2010, il est recruté par le nouvel entraîneur de l'AD Ceuta, João de Deus, qui n'est autre que l'ancien sélectionneur de la sélection du Cap-Vert. 
Au total, Vítor Moreno aura joué 67 matchs en 1re division portugaise et inscrit 4 buts dans ce championnat.

## Carrière
| Saison  | Club               | Pays     | Matchs (buts) | Cap-Vert |
| ------- | ------------------ | -------- | ------------- | -------- |
| 2000-02 | Benfica Lisbonne   | Portugal | - (-)         |          |
| 2002-03 | Odivelas FC        | Portugal | 28 (0)        |          |
| 2003-04 | FC Barreirense     | Portugal | 36 (6)        |          |
| 2004-05 | FC Barreirense     | Portugal | 29 (1)        |          |
| 2005    | Estoril-Praia      | Portugal | 11 (1)        |          |
| 2005-06 | Vitória Guimarães  | Portugal | 15 (0)        | 2 (0)    |
| 2006-07 | Vitória Guimarães  | Portugal | 12 (1)        |          |
| 2007-08 | Estrela da Amadora | Portugal | 14 (2)        |          |
| 2008-09 | Estrela da Amadora | Portugal | 24 (1)        |          |
| 2009-10 | UD Leiria          | Portugal | 14 (1)        | 2 (0)    |
| 2010-11 | AD Ceuta           | Espagne  | - (-)         |          |

## Palmarès
- International cap-verdien
- Champion de II Division B (D3) en 2005 avec le FC Barreirense